# Прокопов Сергій Миколайович
Сергій Миколайович Прокопов (нар. 11 квітня 1953, с. Шумаково Курської обл., РРФСР ) — хоровий диригент, педагог. Професор (1997). Заслужений діяч мистецтв України (1994).

## Біографія
У 1972 році закінчив Курське музичне училище (клас А. Д. Корольової). Потім закінчив Харківський інститут мистецтв (1977; клас А. А. Мірошникової) та асистентуру-стажування при Ленінградській консерваторії (1982; кл. Є. Кудрявцевої-Муріної).
З 1977 працює в Харківському інституті мистецтв (зараз – Харківському університеті мистецтв ): 1991-96 – доцент кафедри хорового диригування, 2006-08 – декан виконавсько-музикознавчого факультету, з 2008 – завідувач кафедри хорового та оперно-симфонічного диригування. 
Серед учнів ― диригент та журналicт Є.Кудряц, докторка педагогічних наук, професорка Н.Тарарак, заслужений артист України С. Чорногор, кандидатки мистецтвознавства, доцентки А. Вишневецька, Я. Кириленко, Н.Михайлова, доктор філософії, доценти О. Фартушка, Т. Шуть, кандидатки мистецтвознавства А. Бакумець,  М. Ковтунова, А. Харакоз, відомі диригенти і хорові педагоги — О. Коноров, О. Пивоварський,  Р. Ткаченко, О.Яструб; лауреати міжнародних та всеукраїнських конкурсів — А. Алексєєв, Д.Дорошенко, Х.Корепанова, І. Коноров Д. Кругляк, Є. Маляревський, А. Олійник, Є. Слепньова, Д.Ткачов та інші. 
У 1974-2008 роках керував дитячим хором «Весняні голоси» Харківського обласного Палацу дитячої та юнацької творчості. Цей хор є одним із найкращих дитячих хорових колективів України, лауреатом низки конкурсів та фестивалів, зокрема, 2-го Всеукраїнського конкурсу хорових колективів імені М. Леонтовича (1993, 1-а премія), володарем Гран-Прі всеукраїнського фестивалю хорового мистецтва «Співає юність України» (2004; обидва – Київ). У репертуарі колективу – твори М. Лисенка, М. Леонтовича, Л. Дичко, М. Кармінського, Д. Бортнянського, І. Карабиця, В.-А. Моцарта, П. Чайковського, Ш. Гуно та ін. З 2011 — художній керівник та головний диригент студентського хору Харківського університету мистецтв. У репертуарі колективу хорові концерти А. Веделя, М. Березовського, Д. Бортнянського, кантати та ораторії І.-С. Баха, Г. Генделя та ін. Сергій Прокопов – голова та член журі багатьох конкурсів та фестивалів. Автор «Збірки творів для дитячого або жіночого хору» (Москва, 2000, вип. 1).

## Творчі досягнення
Окремою важливою сторінкою творчого шляху Сергія Миколайовича є його діяльність хорового диригента. З 1974 по 2008 р. він очолював хор «Весняні голоси» Харківського обласного палацу дитячої та юнацької творчості. Під його керівництвом цей колектив став лауреатом першої премії ІІ Всеукраїнського конкурсу хорових колективів імені М. Д. Леонтовича (1993), міжнародного конкурсу «Артеківські зорі» (1999), здобув Гран-прі Всеукраїнського фестивалю «Співає юність України» (2004). Хор презентував хорове мистецтво України в Білорусі, Болгарії, Латвії, Польщі, Росії, Франції, виступав на міжнародних та всеукраїнських фестивалях «Харківські асамблеї» (1991, 1995), «Festival EN CEVENNES» (Банні, Франція, 1993), IX Міжнародній асамблеї хорових колективів імені Г. В. Свиридова (Курск,2003). У репертуарі хору — твори від епохи Відродження до нашого часу, зокрема "Stabat Mater" Д. Перголезі, кантати  "Dir Seele des Weltalls" В. Моцарта, "Гімн природі" Ш. Гуно, "Agnus Dei" Ж. Бізе, духовна музика Д. С. Бортнянського, П. І. Чайковського, М. Д. Леонтовича, М В. Лисенка, С. П. Людкевича, твори М. В. Кармінського, обробки українських народних пісень та пісень народів світу.
З 2011 р. С. М. Прокопов – художній керівник та головний диригент студентського хору Харківського національного університету мистецтв імені І. П. Котляревського. У репертуарі колективу з'явилися такі масштабні композиції як ораторії «Ілія» Ф. Мендельсона, «Рай і Пері» Р. Шумана, «Te Deum» Ф. Генделя, кантата № 140 Й. Баха, хорові концерти А. Веделя «Помолихся лицу Твоему всем сердцем», М. Березовського «Всі язиці возплещите руками». Виконання цих творів уперше у Харкові у рамках щорічного Міжнародного музичного фестивалю "Харківські асамблеї" стало помітною подією у музичному житті міста.
З 2018 р. на базі кафедри хорового диригування ХНУМ імені І. П. Котляревського з ініціативи С. М. Прокопова проводиться Всеукраїнський конкурс хорових диригентів для студентів професійних музичних коледжів та учнів музичних ліцеїв. Прокопов С.М. – голова та член журі багатьох конкурсів та фестивалів. Голова журі Всеукраїнського фестивалю вокально-хорового мистецтва пам'яті Раїси Кириченко «Пісенні крила Чураївни» (2016, 2018, Полтава), конкурсу дитячих хорових колективів «Золотий Орфей» (Кропивницький, 2007), регіонального конкурсу імені О. Петрусенко (Балаклія, 2009, 2011), Всеукраїнського фестивалю хорових колективів «Співаюча феєрія» (2011, 2013) та багатьох конкурсів дитячих хорових колективів міста Харкова та області. Професор С. М. Прокопов – член журі Всеукраїнського конкурсу хорових диригентів (Київ, 2008, 2011), голова державної екзаменаційної комісії НМАУ ім. П. І. Чайковського (2016, 2018, 2019), голова Атестаційної комісії ОНМА ім.А В. Нежданової (2023,2024).

## Наукові досягнення
С.М.Прокопова має багато науково-методичних праць, серед яких – навчальні програми, методичні розробки, посібники, збірка творів для дитячого чи жіночого хору, понад 30 наукових та публіцистичних статей. Деякі його дослідження присвячені вивченню творчості А. Брукнера, питанням хорової педагогіки та хорового виконавства. Автор понад 40 наукових та навчально-методичних публікацій. Учасник 25 науково-комунікативних заходів.

## Основні публікації
- 1. Прокопов С.М., Коломієць О. Н. Кафедра хорового диригування / С. Н. Прокопов, О. М. Коломієць //Харківський інститут мистецтв імені І. М. Котляревського.1917-1992.- Харків: Харківський інститут мистецтв ім. І. М. Котляревського, 1992. С.258-278.
- 2. Прокопов С. Про хорову творчість А. Брукнера / С. Н. Прокопов // Проблеми взаємодії мистецтва, педагогіки та теорії та практики освіти: науково-методичний збірник. Випуск 3. - Харків: Харківський державний інститут мистецтв імені І. П. Котляревського,1996. С.37-41.
- 3. Прокопов С. М. Духовні хорові твори А. Брукнера 60-80 років. / С. Н. Прокопов // Проблеми взаємодії мистецтва, педагогіки та теорії та практики освіти: науково-методичний збірник. Випуск 4. Харків: Харківський державний інститут мистецтв імені І. П. Котляревського, 1996. С. 37-46.
- 4. Прокопов С. Проблеми репертуару дитячих хорових колективів на етапі / С. М. Прокопов //Проблеми сучасності культура, мистецтво, педагогіка: збірник наукових праць. Випуск 11. - Луганськ, 2008. С. 246-253.
- 5. Прокопов С.М. Диригентська школа вищих досягнень/С.М. Прокопов // Проблеми взаємодії мистецтва, педагогіки та теорії та практики освіти: збірник наукових статей. Випуск 36. – Харків: Харківський національний університет мистецтв імені І.П. Котляревського, 2012. С.77-90.
- 6. Прокопов С.М. Твори Й.С. Баха та Г.Ф. Генделя у виконанні студентського хору ХНУМ імені І.П. Котляревського // Проблеми взаємодії мистецтва, педагогіки та теорії і практики освіти: Когнітивне музикознавство: - зб.наук.ст. Харків.нац.ун-т мистецтв імені І. П. Котляревського [ відп.секретар - доктор мистецтвознавства, проф. Л.В. Шаповалова]. - Харків: ХНУМ імені І. П. Котляревського, 2019. Вип.52. С.22-37.